# Michel Regnaud de Saint-Jean d’Angély
Michel Louis Etienne Regnaud, później 1. hrabia Regnaud de Saint-Jean d’Angély (ur. 3 grudnia 1760 w Saint-Fargeau, zm. 11 marca 1819 w Paryżu) – francuski polityk.

## Życiorys

### Okres wczesnej działalności
Michel Regnaud urodził się 3 grudnia 1760 roku w Saint-Fargeau. Był adwokatem w Paryżu i lejtnantem żandarmerii marynarki w Rochefort. W roku 1798, wraz z wybuchem rewolucji francuskiej, mianowany został posłem Stanu Trzeciego w sénéchaussée Saint-Jean-d’Angély do Stanów Generalnych.
Przez swoją elokwencję stał się prominentną figurą w Konstytuancie, gdzie odważnie atakował Honoré Mirabeau, i rozstrzygnął spór na temat prochów Woltera przez uchwalenie, że należą do narodu.

### Konflikt z radykałami
Po ucieczce i zatrzymaniu króla Ludwika XVI w Varennes, Regnaud ukazał swoje umiarkowane poglądy odmawiając poparcia żądaniu egzekucji króla w artykułach publikowanych w Journal de Paris oraz Ami des Patriotes, co napiętnowało go jako wroga radykałów.
Został aresztowany po rewolucji 10 sierpnia, lecz udało mu się uciec. Podczas przewrotu 9 Thermidora (27 lipca 1794 roku), który doprowadził do aresztowania i stracenia Robespierra, Michel Regnaud został administratorem szpitala wojskowego w Paryżu. Jego zdolności organizacyjne doprowadziły do zwrócenia na niego uwagi przez Napoleona, co poskutkowała wzięciem przez niego udziału w przewrocie 18 Brumaire’a (9 listopada 1799 roku).

### Okres Cesarstwa i późniejsze życie
W czasach Cesarstwa Regnaud cieszył się zaufaniem Napoleona i mianowany został radcą stanu, przewodniczącym rady wyborczej w Conseil d’État, członkiem Akademii Francuskiej, procureur général sądu najwyższego. W roku 1808 nadany mu został tytuł hrabiego Regnaud de Saint-Jean d’Angély.
Został zdymisjonowany po pierwszej Restauracji Burbonów, lecz otrzymał swoje stanowiska z powrotem podczas 100 dni Napoleona. Po bitwie pod Waterloo wyperswadował cesarzowi Napoleonowi abdykację. Został zesłany przez rząd drugiej Restauracji, lecz później zezwolono mu na powrót do Francji. Zmarł 11 marca 1819 roku, w dniu swojego powrotu do Paryża. Jego rzekome wspomnienia Les Souvenirs du Comte Regnault de St Jean d’Angély (Paris, 1817) są falsyfikatem.

## Rodzina
Regnaud poślubił w roku 1795 Laurę Guesnon de Bonneuil, córkę byłego Maître d’Hôtel (zarządcy) księcia Artois. Nie mieli oni wspólnych dzieci, lecz jego naturalny syn Auguste Regnaud de Saint-Jean d’Angély został marszałkiem Francji.